# Pseudoleptonema sinuatum
Pseudoleptonema sinuatum är en nattsländeart som först beskrevs av Georg Ulmer 1906.  Pseudoleptonema sinuatum ingår i släktet Pseudoleptonema och familjen ryssjenattsländor. Inga underarter finns listade i Catalogue of Life.